# Steel - O Homem de Aço
Steel (bra: Aço ou Steel - O Homem de Aço; prt: Steel - O Homem de Aço) é um filme norte-americano de 1997, dos gêneros ação, fantasia e aventura, dirigido por Kenneth Johnson, com roteiro baseado no personagem Aço da DC Comics.
O filme é estrelado por  Shaquille O'Neal como John Henry Irons e seu alter-ego "Aço", Annabeth Gish como sua parceira, a cadeirante Susan Sparks e Judd Nelson, como seu rival Nathaniel Burke. O enredo gira em torno de um acidente causado por Burke, que faz com que Sparks fique paraplégica. O acidente também faz com Irons saia de seu trabalho. Burke começa a produzir armas tecnologicamente avançadas em massa e a vendê-las a criminosos. A fim de parar Burke, Irons e Sparks criam uma armadura que leva Irons a se tornar o super-herói "Aço".
Escrito e dirigido por Kenneth Johnson o filme separa-se da série de quadrinhos (e John Henry Irons do status de personagem coadjuvante do Superman) através do uso de protagonistas e antagonistas originais. Em seu lançamento original, Steel foi um enorme fracasso de bilheteria e foi muito muito mal visto pela crítica especializada.

## Enredo
John Henry Irons (Shaquille O'Neal) é um designer de armas, que inventa armas laser de alta tecnologia, armaduras de proteção e canhões sónicos para o exército dos Estados Unidos. Um soldado, Nathaniel Burke (Judd Nelson), decide mostrar o que as armas de Irons podem fazer e programa um dos canhões sônicos de Irons para a maior potência possível, disparando o dispositivo em um prédio abandonado. No entanto, a arma sai pela culatra e destrói o edifício, onde toda a equipe estava. A parceira de Irons, Susan "Sparky" Sparks (Annabeth Gish), é esmagada por uma grande laje de concreto no caos que se segue. No tribunal, Irons revela a responsabilidade de Burke no incidente e ele é dispensado do serviço militar. Devido ao fato de suas armas resultarem em Sparks ficar paraplégica, Irons se demite. Enquanto isso, Burke, arma um plano para vender as armas de Irons para quadrilhas de traficantes, recrutando o dono de um fliperama para ajudá-lo nesta ação.
Irons testemunha um assalto a banco, organizado por membros de gangues empunhando as armas modificadas de Burke; eles, contudo, escapam antes de que ele possa interrogá-los sobre onde eles obtiveram as armas. A gangue não diz nada a Irons quando confrontados por ele diretamente em seu esconderijo. Irons visita Sparks no hospital de veteranos e a leva ao seu próprio laboratório, onde ele espera, que juntos eles possam criar as armas necessárias para combater os criminosos. Com a ajuda de Tio Joe (Richard Roundtree), eles forjam uma armadura e as armas necessárias para Irons realizar sua guerra contra o crime e se tornar o vigilante "Aço". No entanto, durante sua cruzada contra o crime, Irons é perseguido pela polícia e é forçado a voltar para o seu covil. Na noite seguinte, os ladrões organizam um roubo a outro banco. Irons, como "Aço", tenta impedi-los, mas é subjugado pelas armas dos ladrões. Quando Irons retorna para a casa de sua avó (Irma P. Hall), ele é preso.
Enquanto isso, Burke se prepara para leiloar todos as suas armas modificadas para cada organização criminosa do mundo através da Internet. Quando Irons é libertado da prisão, Sparks é capturada pelos capangas de Burke. "Aço" tenta se infiltrar no covil de Burke, mas ele mesmo é capturado no processo. Enquanto Burke continua com seu leilão, ele é enganado por Aço, o que permite que ele e Sparks escapem e destruam o covil de Burke. O vilão é morto quando um laser que ele dispara em direção à Irons reflete de volta para ele, devido ao material da armadura de "Aço". Após isso, Aço, Sparky, Joe e Martin (Ray J) escapam do covil de Burke.
No dia seguinte, o Coronel David (Charles Napier) conversa com o ator Arnold Schwarzenegger (na verdade, Irons usando um modificador de voz) sobre Aço e os eventos ocorridos no dia anterior e oferece-lhe ajuda, antes de perceber, que na verdade, é Irons com quem ele está falando e, depois, Irons recusa a oferta de David.
Na inauguração de seu restaurante, a avó de Irons lhe conta sobre o Aço e, em seguida, diz a Joe que todo mundo ficaria orgulhoso de seu heroísmo. Depois Sparky mostra as novas modificações de sua cadeira de rodas, que permite a ela ficar de pé, Irons sorri e a abraça.

## Elenco
- Shaquille O'Neal como John Henry Irons/de Aço
- Annabeth Gish como Susan "Sparky" Sparks
- Judd Nelson, como Nathaniel Burke
- Richard Roundtree como o Tio zé
- Irma P. Hall como Vovó Odessa
- Ray J , como Martin
- Charles Napier como Coronel David
- Kerrie Keane como Senador Nolan
- Thom Barry como o Sargento Marcus
- Hill Harper como Ripas
- Rutanya Alda como Mrs. Hunt
- José Palmer como Holdecker

## Produção
A produção do filme Steel começou com o produtor musical Quincy Jones e seu parceiro David Salzman. Tanto Jones quanto Salzman eram fãs do Aço personagem, especialmente Jones, que encontrou motivos pessoais para apoiar o projeto.

### Roteiro
Kenneth Johnson foi o roteirista e diretor de Steel. Johnson estava originalmente interessado em fazer um filme de super-herói, depois de ter recusado ofertas para adaptações para o cinema de A Mulher Biônica, Alien Nação, e O Incrível Hulk. O produtor de Cinema, Joel Simon descreveu "Steel" como sendo diferente, afirmando que ele era "um cavaleiro de armadura brilhante em um cenário contemporâneo". Johnson removeu a capa da armadura de "Aço" para refletir isso.
Johnson descreveu a persona de "Aço" como um "blue-collar Batman" e removeu "Aço" de sua tradicional história nos quadrinhos e substituiu-a por protagonistas e antagonistas de sua própria invenção. Para ajudar com os aspectos urbanos do diálogo, Johnson levou uma cópia do script para o Centro-Sul de Los Angeles e passou um dia com um grupo de crianças para garantir que o linguajar de alguns dos personagens era mais crível.

### As filmagens
As programação das filmagens  consistia em cinquenta e um dias, com trinta e duas noites de tiroteio no centro de Los Angeles. Durante as filmagens várias dificuldades se apresentaram para o diretor, devido ao cronograma da estrela do filme, Shaquille O'Neal. O'Neal já estava comprometido em jogar as Olimpíadas de 1996, e em treinar com o Los Angeles Lakers no Havaí. Isto deixou Johnson, com cinco semanas para concluir a filmagem de todas as cenas com O'Neal. O'Neal teve uma leitura do script antes dos jogos e, em seguida, trabalhou com o treinador de atores Ben Martin entre os jogos para trabalhar em seu personagem. Quando O'Neal voltou a atuar junto com o restante do elenco, ele tinha todas as suas falas memorizadas.

### Música
Além de atuar no filme, Shaquille O'Neal, contribuiu com a trilha sonora do filme. O single "Men of Steel" teve O'Neal ao lado dos rappers KRS-One, Cubo de Gelo, B-Real, e Pedro Gunz. A trilha sonora foi lançada pela gravadora Qwest Records de Quincy Jones e incluiu músicas do filme e canções inspiradas por ele. Nos Estados Unidos, o álbum chegou ao número 185 na lista da Billboard 200 e ao número 26 na lista de Top R&B/Hip-Hop Albums.

## Lançamento

### Bilheteria
Steel foi lançado nos Estados Unidos em 15 de agosto de 1997. Steel foi considerado um grande fracasso de bilheteria no seu lançamento com um orçamento estimado de 16 milhões de dólares, o filme arrecadou pouco mais de 1,7 milhões de dólares em bilheteria.

### Recepção
Steel foi muito mal criticado pela crítica especializada após o seu lançamento original. No Rotten tomatoes, o filme tem uma classificação de 12%, com base em 25 avaliações, com uma classificação média de 3/10. O consenso no site é de: "Steel é um filme mal feito que se entrega, não só aos clichês de super-heróis, mas também aos vícios dos televisivos filmes-de-semana."
Leonard Kladly da revista Variedade escreveu que o filme é "muito extenso e episódico para atrair qualquer outra coisa que não a menos exigente platéia". Lawrence Van Gelder do The New York Times afirmou que o filme é "lento demais para atingir o climáx e gera pouca de emoção ou tensão". Shaquille O'Neal, ganhou uma indicação para o Prêmio Razzie como Pior Ator por seu desempenho no filme, mas perdeu para Kevin Costner de o O Mensageiro.
Apesar da recepção negativa ao filme, os críticos elogiaram Annabeth Gish no papel da cadeirante, Susan Sparks. O New York Times classificou o desempenho de Gish no papel como "bom desempenho". O San Francisco Chronicle disse que ela "se tornou também, a primeira mulher herói de ação cadeirante em um filme de Hollywood. Tem que se dar a Steel algum crédito por isso.